# Do No Harm (Lost)
"Do No Harm" (titulado "No hacer daño" en España y "No lastimarás" en Latinoamérica) es el vigésimo episodio de la primera temporada de la serie Lost, de la cadena de televisión ABC. Mientras Jack intenta salvar la vida de Boone, Claire da a luz, forzando a Kate a actuar como matrona. Sayid sorprende a Shannon con una cita romántica de la playa. El capítulo está centrado en Jack Shephard.

## Trama

### Flashbacks
Los flashbacks muestran tanto la preparación como el evento de la boda de Jack con Sarah (Julie Bowen), una paciente suya a la que "arregló" después de que ella resultó herida en un accidente automovilístico. Su amigo de la infancia, Marc Silverman (Zack Ward), es padrino en la boda y ayuda a Jack a prepararse. Por otro lado, Jack tiene problemas al escribir sus votos, y su padre, Christian (John Terry) lo sorprende al aparecer y darle consejos a Jack junto a la piscina. Su padre dice que la fuerza de Jack es el compromiso y que su problema es que "simplemente no es bueno para dejar ir". Jack piensa en las palabras de su padre y, finalmente, escribe sus votos justo a tiempo para la ceremonia, y finalmente se decide a ensalzar cómo Sarah lo ha "arreglado".

### En la isla
Jack atiende al malherido Boone con la ayuda de Sun y Kate, que va a la playa en busca de alcohol para las heridas (Sawyer tiene alcohol). La situación empeora cuando uno de sus pulmones se cierra. Además, tiene ambas piernas rotas y ha perdido mucha sangre. Jack toma dos decisiones drásticas: improvisar un aparato para trasfundir su sangre a Boone y pinchar el pecho del herido para liberar su pulmón. Boone necesita una transfusión de tipo A negativo. Jack envía a Charlie a buscar a uno de los otros supervivientes con un tipo de sangre similar. Cuando regresa sin éxito (solo cuatro personas sabían su tipo de sangre), Jack decide darle a Boone algo de su sangre O-negativa. Jack intenta usar bambú como aguja pero no puede perforar su piel. Sun resuelve el problema proporcionando un erizo de mar. Usando las espinas del erizo, Jack comienza a darle su sangre a Boone.
Al regreso de la playa, Kate oye a Claire gritar: la embarazada está de parto. Kate hace que Jin avise a Jack pero este no puede dejar a Boone, de modo que da indicaciones a Charlie para que puedan ayudar a Claire a dar a luz. Las tres improvisadas matronas - Kate, Jin y Charlie - consiguen su objetivo y Claire tiene el bebé: un niño al que nombra Aaron.
Por otro lado, Sayid sorprende a Shannon con una "cena a la luz de las antorchas", en una playa más alejada. Shannon le dice a Sayid que Boone es solo su hermanastro y que está "un poco" enamorado de ella.
De vuelta en la cueva, Boone musita frases sobre el avión amarillo del sacerdote, aunque Jack no consigue entenderlo bien. De todos modos, el doctor empieza a sospechar cuando ve que las fracturas de Boone no son resultados de una caída sino de un aplastamiento y que por ello la transfusión no está teniendo éxito. Jack decide entonces probar otro método, pero el remedio es demasiado drástico y Sun trata de convencerle para que no lo haga. Pero la vida de Boone está en peligro y Jack ha jurado salvarle.
Cuando Jack comienza a ponerse pálido, Sun detiene la transfusión porque la sangre se acumula en la pierna derecha muerta de Boone. Jack intenta salvar la pierna de Boone, pero está más allá de la reparación y Boone morirá si no es amputada. Jack le pide a Michael que encuentre una manera de cortarle la pierna a Boone. Pero, Boone recupera la conciencia y, consciente de su estado, le pide a Jack que lo deje ir, liberándolo de su juramento. Boone le revela que él y Locke descubrieron una escotilla misteriosa, y Locke le dijo que no se lo dijera a nadie. Boone dice "Dile a Shannon que..." pero muere sin terminar la frase. 
Más tarde, Jack revisa el bebé de Claire, es un niño sano. Jack le dice a Shannon que Boone había muerto, Shannon inmediatamente va a las cuevas y llora ante el cadáver de Boone. Jack va a buscar a Locke, pensando que Boone fue asesinado.